# GiGO台湾
株式会社GiGO台湾（ギーゴたいわん、中国語: 台灣奇恭股份有限公司、英語: GiGO Taiwan Inc.）は、台湾において、アミューズメント施設（ゲームセンター）などを運営している企業。GENDA GiGO Entertainmentの台湾法人であり、GENDA GiGO Entertainmentの100%子会社。
旧社名は株式会社GSE台湾（ジーエスイーたいわん、中国語: 台灣聚思怡股份有限公司、英語: GSE Taiwan Inc.）。

## 概要
セガは台湾において、台湾の現地法人であり、台湾と香港においてゲームソフト販売を手掛けているSEGA AMUSEMENTS TAIWAN LTD.（後のSEGA Taiwan Ltd.）によって、「日系遊戯場」としてアミューズメント施設の運営も手掛けてきた。日本国内における事業会社であるセガ エンタテインメントの一部株式が2020年12月にセガグループ（2021年4月にセガへ吸収合併）からGENDAへ譲渡され、日本国内におけるアミューズメント施設運営事業から撤退した後も、セガサミーグループは台湾におけるアミューズメント施設運営事業を継続してきた。
GENDA SEGA Entertainment（当時）は2021年10月7日、同年9月16日に台湾の現地法人である株式会社GSE台湾を設立した事を発表したと同時に、SEGA AMUSEMENTS TAIWAN LTD.が手掛けているアミューズメント施設運営事業を、同年12月1日付で譲受する事を発表した。
GSE台湾は2021年12月1日付で、SEGA AMUSEMENTS TAIWAN LTD.が手掛けているアミューズメント施設運営事業並びにSEGA AMUSEMENTS TAIWAN LTD.が運営していた3店舗（PLUS SEGA林口三井、SEGA WORLD大江、CLUB SEGA老虎城）を譲受したと同時に、PLUS SEGA林口三井、SEGA WORLD大江、CLUB SEGA老虎城の3店舗はGSE台湾による運営となったと同時に、GENDA SEGA Entertainmentにとっては初の海外店舗となった。SEGA AMUSEMENTS TAIWAN LTD.は、台湾と香港におけるゲームソフト販売に専念する事になったと同時に、セガサミーグループはアミューズメント施設運営事業から完全に撤退した。SEGA AMUSEMENTS TAIWAN LTD.から譲受した3店舗は、「SEGA」ブランドを継続使用する他、GSE台湾の運営となった後も、SEGA Taiwan Ltd.の公式サイト上でも3店舗の店舗情報を継続して掲載する。
GENDA GiGO Entertainmentは2022年12月5日、日本国内で展開している「GiGO」ブランドを台湾でも展開する事を発表。台湾ではすでに、玩具メーカーである智高實業股份有限公司が「Gigo」の登録済商標を取得しているが、智高實業股份有限公司から商標併存の同意を得ており、台湾でも「GiGO」ブランドを使用する事が可能となった。台湾における「GiGO」ブランドの展開は2023年1月17日オープンの「GiGO ららぽーと台中」より開始。なお、台湾での「GiGO」ブランド展開発表に先駆けて、2022年11月にゲーム機から排出されるチケットのデザイン変更を実施している。
店舗情報はGSE台湾へ譲渡された後もSEGA Taiwan Ltd.の公式サイトにも掲載されていたが、日本国内と同様、2023年にSEGA Taiwan Ltd.の公式サイトから店舗情報は削除された。SEGA AMUSEMENTS TAIWAN LTD.から譲受した3店舗は「SEGA」ブランドを継続使用していたが、2023年10月までに日本国内と同様に「GiGO」ブランドへ変更された。
2023年11月16日付で、商号を株式会社GiGO台湾へ変更した。

## 沿革
- 2021年9月16日 - 株式会社GSE台湾として設立。
- 2021年12月1日 - SEGA AMUSEMENTS TAIWAN LTD.から台湾におけるアミューズメント施設運営事業並びにSEGA AMUSEMENTS TAIWAN LTD.が運営していた3店舗を譲受。
- 2023年1月17日 - 「GiGO」ブランド台湾1号店「GiGO ららぽーと台中」オープン[6]。
- 2023年11月16日 - 商号を株式会社GiGO台湾へ変更。

## 店舗
- GiGO MITSUI OUTLET PARK 林口（旧：PLUS SEGA林口三井） - 新北市林口区 三井アウトレットパーク 林口2階
- GiGO METRO WALK（旧：SEGA WORLD大江） - 桃園市中壢区 大江国際ショッピングセンター（中国語版、英語版）4階
- GiGO TIGER CITY（旧：CLUB SEGA老虎城） - 台中市西屯区 TIGER CITYショッピングセンター（中国語版、英語版）B1、B2
- GiGO ららぽーと台中 - 台中市東区進德路700号 三井ショッピングパーク ららぽーと台中 南館3階